# Duchoň (film)
Duchoň je slovenské životopisné hudební drama, které režíroval Peter Bebjak a scénář k němu napsali Jiří Havelka a Róbert Mankovecký. Film vypráví o životě slovenského zpěváka populární hudby Karola Duchoně, kterého ve filmu ztvárnil Vladislav Plevčík. Ve filmu se dále objevili Anna Jakab Rakovská, Agáta Spišáková, Gregor Hološka, Alena Pajtinková, Anna Gazdíková, Adrian Jastraban, Tomáš Maštalír nebo Vojtěch Kotek, který ztvárnil roli mladého Karla Gotta.
Film vstoupil do kin v roce 2025, který připomíná hned dvě Duchoňova výročí, 75. výročí jeho narození a 40. výročí úmrtí. Světová premiéra filmu proběhla na 59. ročníků Mezinárodního filmového festivalu Karlovy Vary. V českých kinech se film objevil 7. srpna 2025, ve slovenských kinech o týden dříve. 

## Obsazení

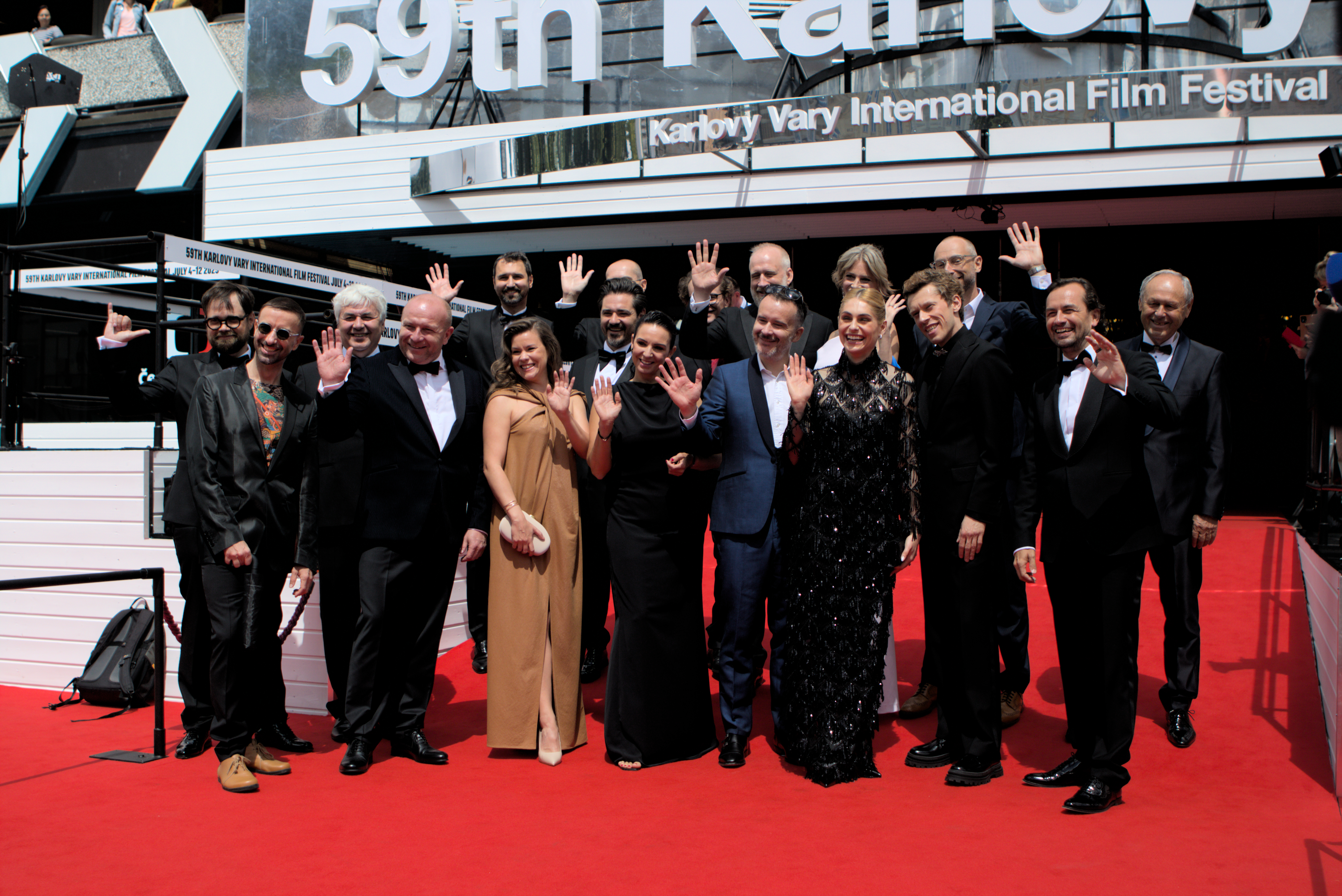
Delegace k filmu Duchoň na Mezinárodním filmovém festivalu Karlovy Vary

| Vladislav Plevčík   | Karol Duchoň          |
| Anna Jakab Rakovská | Elena                 |
| Agáta Spišáková     | Duchoňova matka       |
| Gregor Hološka      | Duchoňův otec         |
| Alena Pajtinková    | Eva Máziková          |
| Vojtěch Kotek       | Karel Gott            |
| Anna Gazdíková      | Eva Kostolányiová     |
| Zuzana Stavná       | televizní moderátorka |
| Adrian Jastraban    |                       |
| Tomáš Maštalír      |                       |
| Daniel Fischer      |                       |
| Daniel Žulčák       |                       |
| Juraj Hrčka         |                       |
| Juraj Bača          |                       |

## Ohlasy
Snímek získal u českých filmových kritiků převážně lehce nadprůměrná hodnocení:
- Martin Rozšafný, Kinobox, 6. srpna 2025, [4]
- Mirka Spáčilová, iDNES.cz, 7. srpna 2025, [5]
- Marek Čech, Novinky.cz, 7. srpna 2025, [6]
- Martin Svoboda, Totalfilm, 8. srpna 2025, [7]
- František Fuka, FFFILM, 11. srpna 2025, [8]
- Jana Podskalská, Deník, 11. srpna 2025, [9]